# كلارنس إليس
كلارنس إليس (بالإنجليزية: Clarence Ellis)‏ هو لاعب كرة قدم أمريكية أمريكي، ولد في 11 فبراير 1950 في غراند رابيدز في الولايات المتحدة.

## وصلات خارجية
- كلارنس إليس على موقع مرجع كرة القدم المحترفة.كوم (الإنجليزية)